# 祝延平
祝延平（1958年6月5日—），出生于山东泰安，中国影视演员。

## 生平
因在山东电视台拍摄的电视连续剧《武松》中扮演武松，荣获1983年大众电视金鹰奖最佳男主角奖。1982年毕业于上海戏剧学院。